# Balsamocitrus
Balsamocitrus es un género con cinco especies de plantas con flores perteneciente a la familia Rutaceae. 

## Especies seleccionadas
- Balsamocitrus camerunensis
- Balsamocitrus chevalieri
- Balsamocitrus dawei
- Balsamocitrus gabonensis
- Balsamocitrus paniculata